# Livramento (Estoril)
Livramento é uma pequena localidade da freguesia de Cascais e Estoril, existindo há mais de três séculos. Trata-se de uma localidade que é composta sobretudo de vivendas, normalmente com dois ou três andares e sótão, jardim e garagem. O seu principal atrativo cultural e religioso é uma pequena capela histórica, que se encontra no largo principal da aldeia.
Esta capela terá resistido ao terramoto de Lisboa em 1755, sendo daí que terá surgido o nome da povoação.
A sua padroeira é Nossa Senhora do Livramento.
A localidade também é conhecida pelas suas festas de santos populares, em especial Santo António. [carece de fontes?]